# Манчха, Пётр Иванович
Пётр Иванович Манчха — советский хозяйственный, государственный и политический деятель.

## Биография
Родился в 1914 году в селе Заможне. Член КПСС с 1939 года.
С 1933 года — на хозяйственной, общественной и политической работе. В 1933—1982 гг. — литредактор газеты «Коллективист», краснофлотец в Севастополе, преподаватель в средней школе г. Жданова, заведующий Отделом пропаганды и агитации РК ВКП(б), начальник политотдела МТС в пос. Карасук Алтайского края, первый секретарь РК ВКП(б) в с. Троицкое Алтайского края, заведующий Отделом школ Сталинского ОК КП(б)У, помощник заведующего отделом, референт-инструктор, референт ОМИ ЦК ВКП(б), референт ОВП ЦК ВКП(б), заместитель заведующего подотделом ВПК ЦК ВКП(б), референт Отдела ЦК КПСС по связям с иностранными компартиями, референт, заведующий сектором Африки Международного отдела ЦК КПСС.
Умер в Москве после 1982 года.

## Сочинения
- Манчха, Петр Иванович. Проблемы современной Африки : [Пер. с рус.] / Петр Манчха. — М. : Прогресс, 1983. — 286 с.; 20 см.
- Манчха, Петр Иванович. Африка на пути к социальному прогрессу / П. И. Манчха. — М. : Политиздат, 1986. — 205,[1] с.; 21 см.
- Актуальные проблемы современной Африки / П. И. Манчха. — М. : Политиздат, 1979. — 343 с.
- Манчха, Петр Иванович. В авангарде революционно-освободительной борьбы в Африке / П. И. Манчха. — М. : Политиздат, 1975. — 256 с.
- Манчха, Петр Иванович. Авангардные отряды революционной борьбы в Африке / П. И. Манчха. — М. : Политиздат, 1971. — 184 с.;
- Политические партии Африки [редакционная коллегия, В. Г. Солодовников (отв. редактор), А. Б. Летнев, П. И. Манчха] — Изд-во «Наука», Глав. ред. восточной лит-ры — 1970.
- Африка 1961—1965 гг. : справочник [редакционная коллегия, Н. И. Гаврилов, П. И. Манчха, В. Г. Солодовников] — Изд-во «Наука», Глав. ред. восточной лит-ры — 1967.
- Манчха, Петр Иванович. Греция наших дней / П. И. Манчха. — М. : Госполитиздат, 1961. — 184 с.;
- Манчха, Петр Иванович. Албания на пути к социализму / П. И. Манчха. — М. : Госполитиздат, 1951. — 134 с.;